# 聖克里斯托瓦爾 (古巴)
聖克里斯托瓦爾是古巴的城鎮，属阿爾特米薩省，面積936平方（361平方英里），海拔高度50米，2010年人口645,925，人口密度為2,615人/平方公里。
聖克里斯托瓦爾经济以农业为主，兼有部分工业。包括葡萄种植及葡萄酒酿造企业。